# 崇龛镇
崇龛镇，是中华人民共和国重庆市潼南区下辖的一个乡镇级行政单位。崇龛镇是五代宋初著名道教至尊陈抟的故里。

## 行政区划
崇龛镇下辖以下地区：
崇龛镇社区、白沙村、古泥村、老店村、长寿村、桥沟村、薛家村、青杠村、柿花村、石庙村、青山村、大屋村、汪坝村、两河村、临江村、张板村和龙台村。

## 景点
八角井、陈抟塑像、太极塔、太极古镇、千佛岩、玉佛寺。